# Seznam danskih fizikov
Seznam danskih fizikov.

## B
- Per Bak (1948 – 2002)
- Rasmus Bartholin (1625 – 1698)
- Aage Niels Bohr (1922 – 2009)  1975
- Niels (Henrik David) Bohr (1885 – 1962)  1922
- Johannes Nicolaus Brønsted (fizikalni kemik)

## C
- Christian Christiansen (1843 – 1917)

## D
- Thomas Døssing (fizik)

## F
- Thomas Fincke (1561 – 1656)

## H
- Lene Hau (1959 –)
- Torben Huus (1919 – 2006)

## K
- Martin Hans Christian Knudsen (1871 – 1949)

## L
- Inge Lehmann (1888 – 1993) (geofizičarka)

## M
- Georg Mohr (1640 – 1697)
- Christian Møller (1904 – 1980)
- Ben Roy Mottelson (1926 – 2022)  1975 (američan danskega rodu)

## N
- Holger Bech Nielsen (1941 –)

## O
- Hans Christian Ørsted (1777 – 1851)